# Kelly Craft
Kelly Dawn Knight Craft (de soltera Guilfoil; Lexington, 24 de febrero de 1962) es una política estadounidense, embajadora de los Estados Unidos ante las Naciones Unidas desde 2019 hasta 2021. Anteriormente fue embajadora de los Estados Unidos en Canadá, la primera mujer en ocupar el cargo.
Fue nombrada por el presidente George W. Bush como delegada de los Estados Unidos ante las Naciones Unidas en 2007, donde su enfoque incluyó la participación de los Estados Unidos en África. Fue delegada de la Convención Nacional Republicana de 2016 por Kentucky. Dirigió Kelly G. Knight LLC, una firma de asesoría comercial con sede en Lexington (Kentucky).
Después de haber sido confirmada por el Senado de los Estados Unidos, tomó juramento oficial como embajadora ante las Naciones Unidas el 10 de septiembre de 2019. Presentó sus cartas credenciales al Secretario General António Guterres el 12 de septiembre de 2019.
En septiembre de 2022, Craft anunció su candidatura en las elecciones para gobernador de Kentucky de 2023.

## Biografía

### Primeros años
Nació en 1962 en Lexington (Kentucky). Su padre era un activista del Partido Demócrata que una vez fue presidente del Partido del Condado de Barren (Kentucky). Creció en Glasgow (Kentucky), y se graduó en Glasgow High School en 1980. Recibió un título de grado en la Universidad de Kentucky en 1984.

### Participación política
Ha sido descrita como una donante generosa para los candidatos políticos republicanos.
En 2004, fue una destacada partidaria de George W. Bush, quien la designó delegada ante las Naciones Unidas en 2007. Como parte de la delegación, sus responsabilidades incluyeron asesorar al embajador estadounidense sobre la política de Estados Unidos en África.
En 2016, Craft y su esposo donaron millones de dólares a los candidatos para la nominación republicana de 2016. Antes de donar más de 2 millones de dólares a la campaña de Donald Trump, la pareja apoyó a Marco Rubio. Craft y su esposo, Joe Craft, han apoyado firmemente a Mitch McConnell. McConnell a su vez instó a Trump a nominar a Craft como embajadora en Canadá. El matrimonio Craft tiene membresía de "oro" en los hoteles Trump, que es para clientes que se han hospedado más de 20 veces en dichos hoteles; según el Washington Post, tales membresías son raras.
Integró el consejo de administración de su alma mater, la Universidad de Kentucky, por un período que comenzó en agosto de 2016, pero renunció para aceptar el cargo de embajadora en Canadá un año después.

### Carrera diplomática
El 15 de junio de 2017, fue nominada por el presidente Donald Trump para convertirse en embajadora en Canadá. Fue confirmada por el Senado el 3 de agosto y asumió el cargo el 23 de octubre.
El 22 de febrero de 2019, Trump anunció su intención de nominar a Craft para reemplazar a Nikki Haley, quien había renunciado el año anterior, para ser la próxima embajadora de los Estados Unidos ante las Naciones Unidas, y de después de retirar la nominación de Heather Nauert. El 2 de mayo de 2019, la nominación de Craft fue enviada formalmente al Senado estadounidense. El 19 de junio de 2019, se realizó una audiencia sobre su nominación ante el Comité de Relaciones Exteriores del Senado. Durante la audiencia, Craft dijo que continuaría luchando contra los prejuicios contra Israel en las Naciones Unidas. El 31 de julio de 2019, su nominación fue confirmada por una votación de 56-34. Fue juramentada por el vicepresidente Mike Pence el 10 de septiembre de 2019.